# Guardabosone
Guardabosone (Vardaboson in piemontese) è un comune italiano di 314 abitanti della provincia di Vercelli in Piemonte.
Con un'estensione del territorio di soli 6,05 km², è il comune più piccolo della provincia di Vercelli.

## Origini del nome
Secondo alcune ipotesi Guarda starebbe per "luogo di guardia" sul confine con la vicina Valsesia; Bosone, invece, sarebbe da ricondurre al termine arcaico tedesco bos, che in epoca longobarda indicava tutte le località di fondo valle: di conseguenza Guardabosone potrebbe indicare una "località di guardia al fondo valle".

## Monumenti e luoghi d'interesse
È dichiarato paese-museo vivo. Il suo centro storico medievale è stato infatti totalmente restaurato e restituito alla conformazione originale.
- Chiesa di Sant'Agata

## Società

### Evoluzione demografica
Abitanti censiti

## Amministrazione
| Periodo | Periodo   | Primo cittadino   | Partito         | Carica  | Note |
| ------- | --------- | ----------------- | --------------- | ------- | ---- |
| 1995    | 1999      | Silvano Caccia    | centro-sinistra | Sindaco |      |
| 1999    | 2004      | Silvano Caccia    | lista civica    | Sindaco |      |
| 2004    | 2009      | Claudio Zaninetti | lista civica    | Sindaco |      |
| 2009    | 2014      | Claudio Zaninetti | lista civica    | Sindaco |      |
| 2014    | 2019      | Claudio Zaninetti | lista civica    | Sindaco |      |
| 2019    | in carica | Nicole Bosco      | lista civica    | Sindaco |      |

### Altre informazioni amministrative
Il comune faceva parte della Comunità Montana Valle Sessera.

## Galleria d'immagini

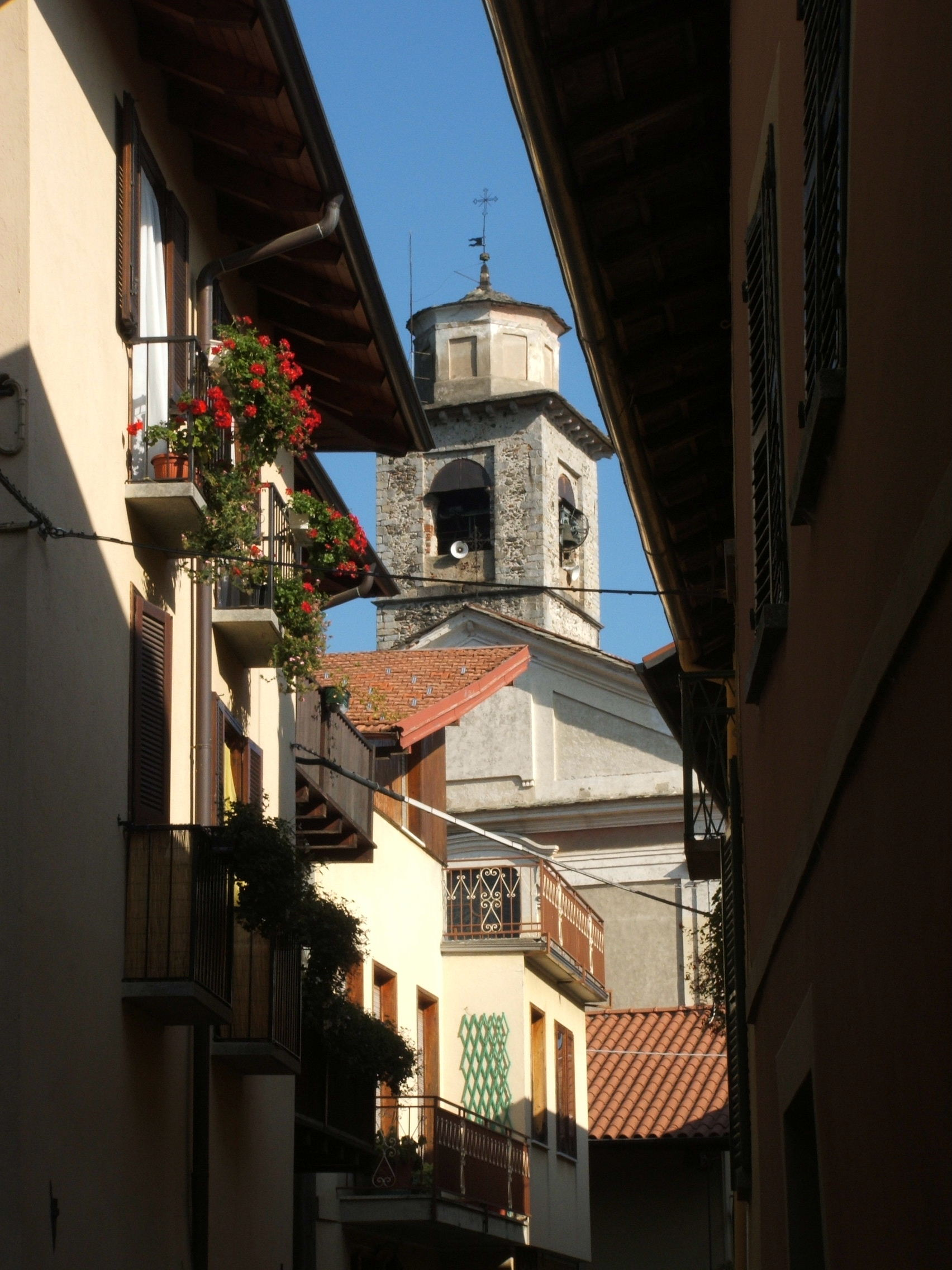
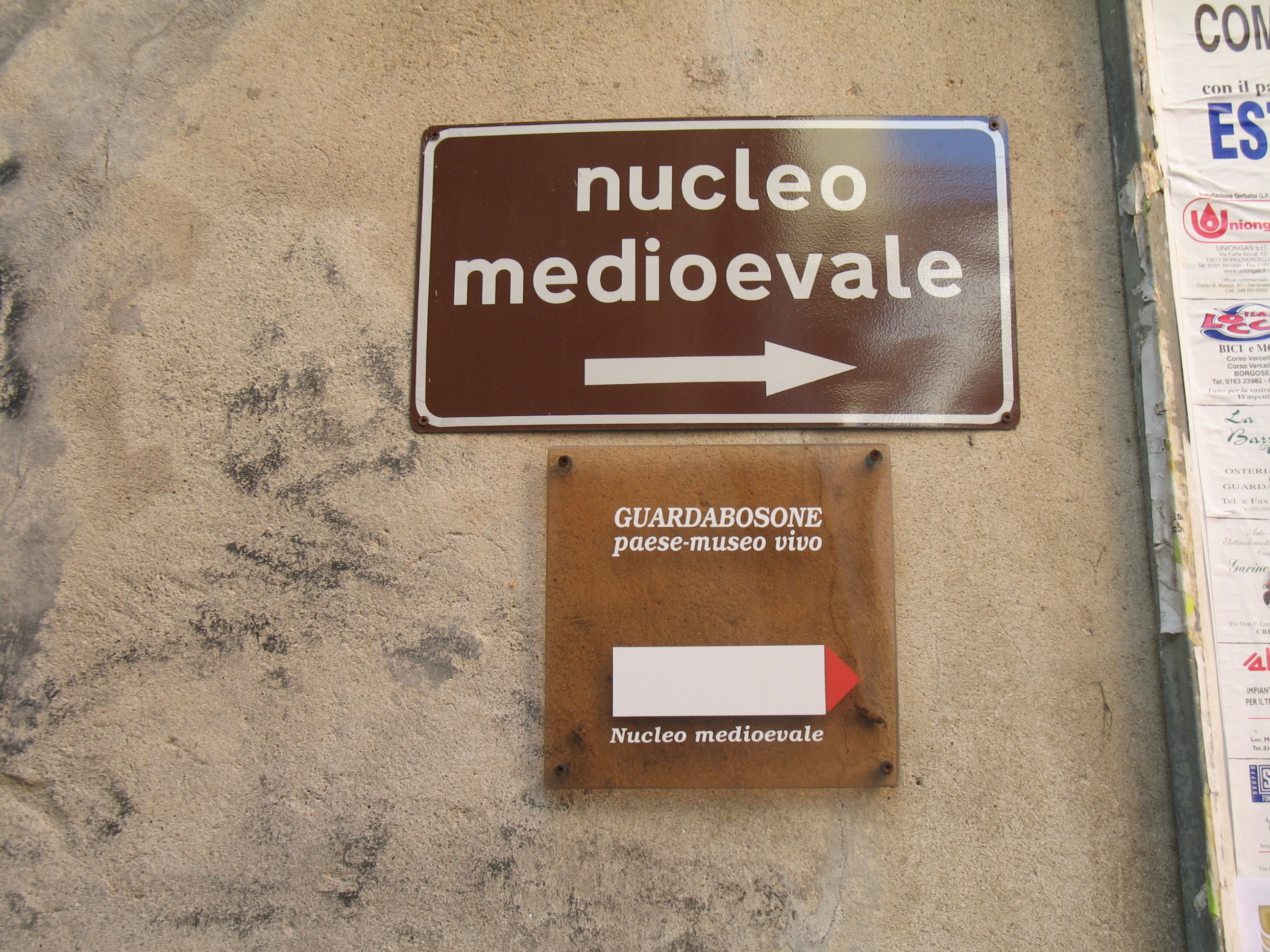
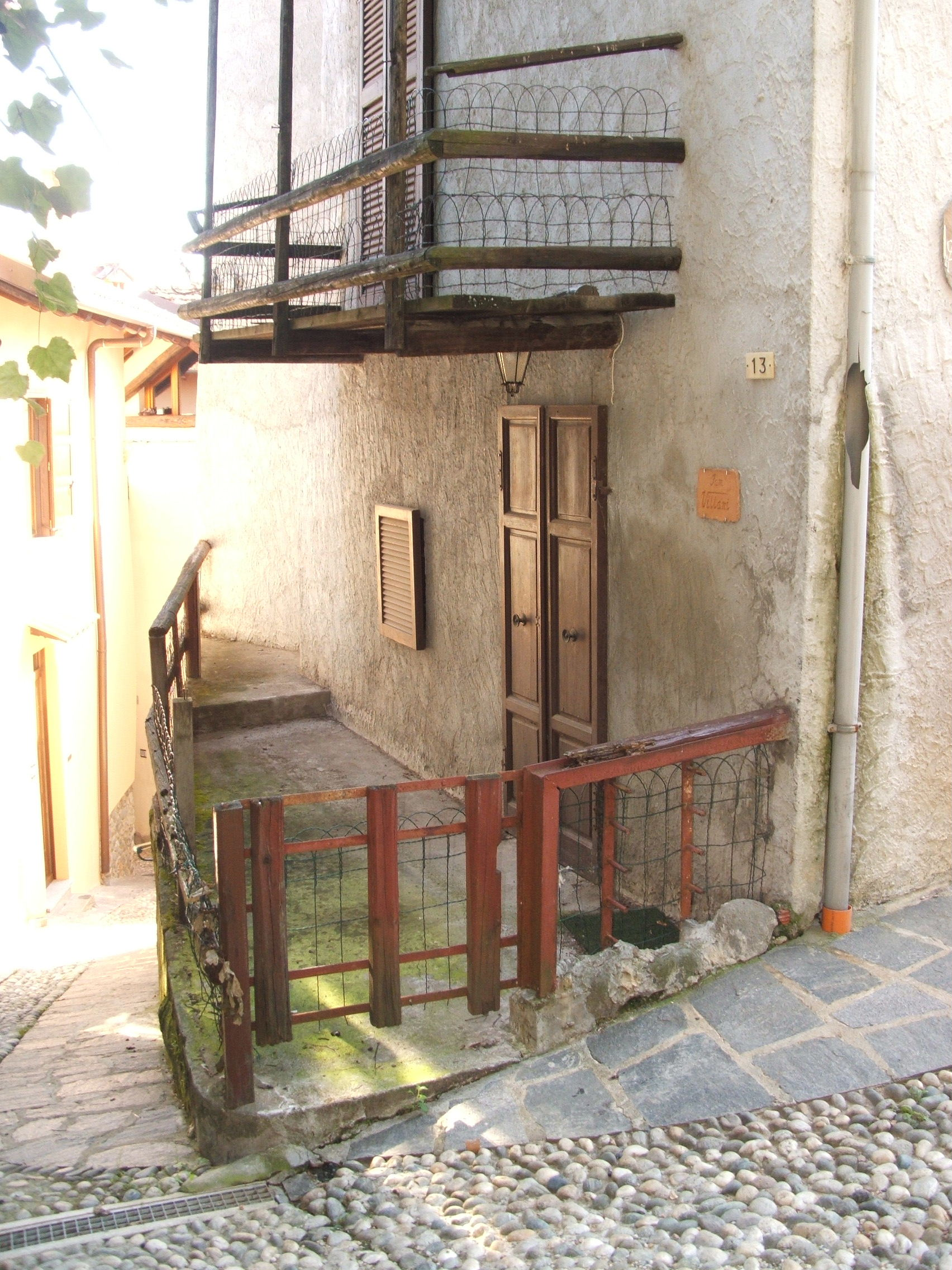
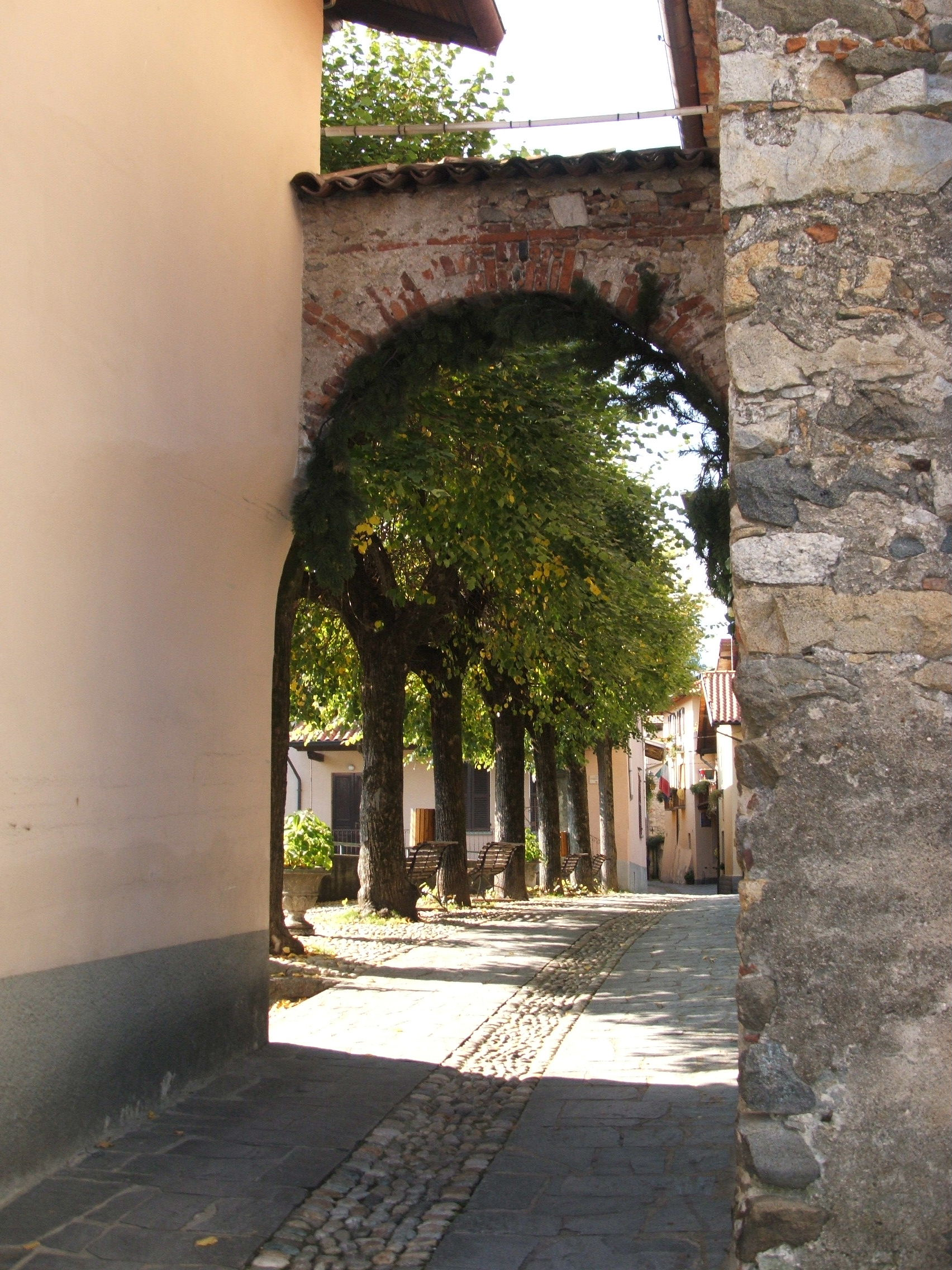